# Bolesław Świderski (bibliotekarz)
Bolesław Hieronim Walenty Świderski (ur. 13 kwietnia 1917 w Poznaniu, zm. 8 marca 1998 w Łodzi) – polski bibliotekarz, bibliotekoznawca, profesor Uniwersytetu Łódzkiego.

## Życiorys

### Młodość
Bolesław Świderski urodził się 13 kwietnia 1917 w Poznaniu, gdzie po ukończeniu gimnazjum podjął w 1936 studia w zakresie geografii na tamtejszym Uniwersytecie im. Adama Mickiewicza; ukończył je we wrześniu 1945. W tymże roku (1 V) rozpoczął pracę w Bibliotece Głównej UAM w Poznaniu, wiążąc się odtąd z zawodem bibliotekarskim. Pochodził z rodziny inteligenckiej; ojciec – Bolesław Świderski, był kupcem i urzędnikiem, matka – Maria z d. Tefalska nie pracowała zarobkowo (oprócz Bolesława mieli jeszcze trzy córki i dwóch synów). Chodził do szkoły powszechnej im. Mikołaja Kopernika w Poznaniu, po której rozpoczął naukę w Gimnazjum im. Marii Magdaleny. Dokończył ją w Gimnazjum im. Ignacego Paderewskiego, w którym w 1936 zdał maturę. Po uzyskaniu świadectwa dojrzałości zaczął studiować na Wydziale Matematyczno-Przyrodniczym Uniwersytetu Poznańskiego. Przed wybuchem II wojny światowej ukończył studia z zakresu geografii, ale nie uzyskał dyplomu.

### Po wojnie
W 1945 na Uniwersytecie Poznańskim, otrzymał tytuł magistra filozofii w zakresie geografii (praca nt. państwowotwórczej roli rzek na ziemiach Polski historycznej). Trzy lata później uzyskał tam stopień naukowy doktora (rozprawa nt. położenia osiedli wiejskich w Polsce w zależności od rzeźby terenu). Habilitację zdobył w 1965 na Wydziale Filologicznym Uniwersytetu Łódzkiego (praca pt. Współpraca bibliotek w zakresie gromadzenia zbiorów). Nominację na stanowisko docenta otrzymał w 1968. Rok później przeprowadził się do Łodzi.
Od 1947 był członkiem Stowarzyszenia Bibliotekarzy Polskich, wchodził w skład Zarządu Okręgu Łódź-Miasto, uczestniczył z ramienia Stowarzyszenia w międzynarodowych konferencjach Federacji Stowarzyszeń Bibliotekarskich (IFLA) w Warszawie (1959) i Budapeszcie (1972). Był również członkiem Zarządu Towarzystwa Przyjaciół Łodzi (od 1972) i Wydziału I Łódzkiego Towarzystwa Naukowego (od 1975).
W 1984 uzyskał tytuł profesora nauk humanistycznych.
Władał kilkoma językami obcymi – angielskim, francuskim, greckim, łacińskim, niemieckim i rosyjskim, co pozwoliło mu odbywać staże bibliotekarskie poza granicami Polski: w Anglii (1957), ZSRR (1959), NRD (1960) oraz Czechosłowacji (1963).
Był dwa razy żonaty. Jego pierwszą jego żoną była polonistka Józefa Kaczmarkiewicz – kustosz dyplomowany, kierownik Biblioteki Instytutu Socjologii Uniwersytetu Łódzkiego, następnie dyrektor Biblioteki Akademii Medycznej w Łodzi. Po jej śmierci w 1971 ożenił się z anglistką, prof. Ireną Janicką, kierownikiem Katedry Literatury i Kultury Angielskiej, dyrektorem Instytutu Filologii Angielskiej Uniwersytetu Łódzkiego. Nie miał dzieci.

## Zajmowane stanowiska i pełnione funkcje
- 15 XII 1940 – I 1945 → praca w firmie Landeskontrollverband Wartheland.
- Po 1945 → opieka nad Zakładem Geologii i Paleontologii Uniwersytetu Poznańskiego (od 24 grudnia 1955 roku Uniwersytet Adama Mickiewicza).
- 1947-1954 → asystent biblioteczny w Bibliotece Głównej Uniwersytetu Poznańskiego; kierownik Oddziału Udostępniania Zbiorów (do 1950).
- 1950 → kierownik Referatu Kartograficznego.
- 1954-1955 → bibliotekarz w tamtejszej bibliotece.
- 1955-1961 → kustosz w tamtejszej bibliotece.
- 1956-1968 → wicedyrektor w tamtejszej bibliotece.
- 1962-1968 → kustosz dyplomowany w tamtejszej bibliotece.
- 1968 → docent w tamtejszej bibliotece.
- W czasie pracy w bibliotece uniwersyteckiej, kierował Zbiornicą Księgozbiorów Zabezpieczonych w Poznaniu.
- 1969-1981 → dyrektor Biblioteki Uniwersytetu Łódzkiego.
- 1972-1981 → kierownik Zakładu Informacji Naukowej i Bibliotekoznawstwa Uniwersytetu Łódzkiego.
- 1981-1987 → kierownik Katedry Bibliotekoznawstwa i Informacji Naukowej Uniwersytetu Łódzkiego.

## Działalność naukowa i dydaktyczna

### Działalność dydaktyczna
Dydaktyk:
- w Państwowym Ośrodku Kształcenia Bibliotekarzy w Jarocinie,
- na Wydziale Filologicznym w Międzywydziałowym Studium Bibliotekoznawstwa Uniwersytetu Łódzkiego oraz Uniwersytetu im. A. Mickiewicza w Poznaniu.

Organizator:
- Zakładu Informacji Naukowej i Bibliotekoznawstwa w Łodzi (1972-1981),
- Zaocznego Studium Bibliotekoznawstwa (1977),
- Studium Podyplomowego Bibliotekoznawstwa (1980).

### Przynależność do towarzystw
Członek:
- Polskiego Towarzystwa Geograficznego (1945),
- Poznańskiego Towarzystwa Przyjaciół Nauk (1948),
- Łódzkiego Towarzystwa Naukowego (od 1975),
- Towarzystwa Przyjaciół Łodzi (od 1972),
- Stowarzyszenia Bibliotekarzy Polskich (od 1947),
- Związku Nauczycielstwa Polskiego (od 1947),
- Rady Wydziału Filologicznego i Senatu UŁ (1969-1987),
- Komisji Bibliograficznej Instytutu Geografii PAN,
- Rady Głównej Ministerstwa Szkolnictwa Wyższego,
- Centrum Informacji Naukowej, Technicznej i Ekonomicznej,
- Rady Naukowej Biblioteki PAN,
- Rady Naukowej Głównej Biblioteki Lekarskiej.

### Nagrody i odznaczenia
- Medal 10-lecia PRL (1955),
- Zasłużony Działacz Kultury (1967),
- Odznaka Honorowa Stowarzyszenia Bibliotekarzy Polskich (1968),
- Złoty Krzyż Zasługi (1974),
- Brązowy Medal za Zasługi dla Obronności Kraju (1976),
- Medal „Uniwersytet Łódzki w Służbie Społeczeństwa i Nauki” (1981),
- Krzyż Kawalerski Orderu Odrodzenia Polski (1984),
- nagroda Ministra Szkolnictwa Wyższego,
- nagroda Ministra Kultury i Sztuki,
- nagroda Rektora Uniwersytetu Łódzkiego.

Był redaktorem naukowym spisów bibliograficznych, m.in. Łódzkiej bibliografii regionalnej 1945-1980. Opracowywał także hasła do encyklopedii i słowników specjalistycznych, które współredagował (Encyklopedia wiedzy o książce, Encyklopedia współczesnego bibliotekarstwa polskiego). Brał udział w pracach komisji egzaminacyjnej dla bibliotekarzy dyplomowanych i dokumentalistów dyplomowanych. Należał do komitetu redakcyjnego „Roczników Bibliotecznych”.
Był promotorem 91 prac magisterskich i 10 rozpraw doktorskich. Recenzował prace magisterskie, rozprawy doktorskie i habilitacyjne. Prowadził wykłady z metodologii i nauki o książce, bibliotece i informacji naukowej. Uczestniczył w licznych kursach i zajęciach szkoleniowych. Brał udział w konferencjach naukowych w Polsce i za granicą.
W pracy naukowo-badawczej podejmował zagadnienia z zakresu:
- geografii,
- bibliografii dziedzin i zagadnień, zespołów osobowych oraz bibliografii regionalnej (Wielkopolska, Pomorze, Ziemia Lubuska, Łódź),
- bibliotekarstwa,
- bibliotekoznawstwa,
- czasopism zagranicznych,
- gromadzenia zbiorów,
- katalogu rzeczowego,
- klasyfikacji piśmiennictwa,
- terminologii wykonywanego zawodu,
- biografistyki.

Autor książek, rozpraw, monografii oraz ponad 100 artykułów i recenzji.